# هزوارش
هُزوارِش یا اُزوارش(هُز/اُز+وار+ش) در نوشته‌های پهلوی به واژه‌ها یا بخش‌هایی از یک واژه گفته می‌شود که به زبان آرامی و به خط پهلوی نوشته می‌شد اما هنگام خواندن آن‌ها برابر پارسی میانه آن‌ها تلفظ می‌شد. این کلمه نخستین بار به صورت «زوارش» در کتاب الفهرست ابن ندیم به کار رفته‌است.
اولین کتابی که هزوارش‌های پهلوی را گردآوردی نمود، فرهنگ پهلویک بود. در این فرهنگ حدود ۵۰۰ هزوارش، که در نوشته‌های پارسی میانه زردشتیان با خط پهلوی به کار می‌رفته، و معنی آن‌ها به پازند آمده است. این فرهنگ احتمالاً یا در اواخر دورهٔ ساسانی یا در قرن سوم هجری تألیف شده‌است
برای نمونه ملکا نوشته می‌شد و شاه خوانده می‌گشت. ابن مقفع می‌گوید که اگر کسی بخواهد گوشت بنویسد،lxm نوشته و gōsht می‌خواند و نان را bsrh نوشته و نان می‌خواندند. در تمام متن‌های پهلوی هزار و دویست هزوارش شناخته شده‌اند.
هزوارش یک عادتِ خطی است و نه یک عادت زبانی، از این رو با وام‌واژه تفاوت دارد و این واژه‌ها، نباید به عنوان لغات آرامیِ دخیل در زبان پهلوی دانسته شوند.

## واژه‌شناسی
نظریات متفاوتی در ارتباط با ریشه و معنای «هزوارش» بیان شده‌است. ادوارد وِست در مقدمهٔ جلد پنجم از سلسله کتب مقدس مشرق‌زمین، هزوارش را از مصدر «زواریدن» به معنی کهنه شدن و پوسیدن می‌داند. جیمز دارمِستِتِر در کتاب مطالعات ایرانی این کلمه را از مشتق ریشه zur می‌داند و می‌گوید در اوستا zbar و در سانسکریت havr به معنی اعوجاج و پیچیدگی است و آن را به مفهوم تغییر و تبدیل تعبیر می‌نماید. هاینریش یونکر (Heinrich Junker) نیز در فرهنگ پهلویک این کلمه را به معنی تعبیر و تفسیر دانسته‌است. بارتولومه کلمهٔ اوزوارش را مرکب از uz+varəda اوستایی می‌داند که تحت‌اللفظی، تعبیر و تفسیر معنا می‌شود. زاخائو و هاوگ این کلمه را مرکب از uz+var می‌دانند و معنی آن را آشکار کردن و بیان کردن دانسته‌اند. در لغت‌نامهٔ دهخدا، هزوارش از ریشهٔ مصدر uzvârtan (اُزوارتَن) یا izvârtan (اِزوارتَن) به معنای بیان کردن، شرح دادن، تفسیر کردن دانسته شده‌است و اوزوارش یا هزوارش، اسم مصدر آن و به معنای شرح، تفسیر، توضیح و بیان است.

## دلایل استفاده
هنوز علت قطعی و معینی برای وجود هزوارش در زبان پهلوی یافت نشده است. یونکر معتقد است که در دربار پادشاهان اشکانی برای اینکه خود را از تودهٔ مردم متمایز کنند، زمانی رایج شده بود که در پارسی میانه، الفاظ سامی را به کار ببرند. شدر اما عقیده دارد که وجود کاتبان و دبیران آرامی‌نژاد از زمان داریوش بزرگ در دربار هخامنشی، سبب وارد شدن هزوارش به زبان فارسی میانه شده است. یکی دیگر از این حدس‌ها این است که از آن‌جا که سنت دبیری خاص آرامیان بوده است، بسیاری از این واژه‌ها در نوشتار وارد شده‌اند اما از آن‌جا که اربابان این دبیران آرامی نمی‌دانستند این واژه‌ها هنگام برخوانی از بهر ایشان به فارسی برگردانده می‌شدند. دیگر گمان، آن است که اهل ادب و قلم که به ممارست قلم و ادب ارتیاض یافته بودند، برای فضل‌فروشی و ساختن نوعی زبانِ زرگری میان خودشان واژه‌های آرامی را وارد زبان پهلوی می‌کرده‌اند و چه‌بسا دشواری‌های بی‌معنای خط پهلوی نیز علتی جز آن نداشته. متون مانوی تورفان هزوارش ندارند.

## تاریخچه ضبط
پس از فرهنگ پهلوی، در قرن دهم، جمال‌الدین حسین اینجو در فرهنگ جهانگیری و سپس محمدحسین خلف تبریزی در برهان قاطع این لغات را به خط عربی و با خوانش سنتی پارسیان هند، تحت عنوان «لغات زند و پازند» ضبط کردند. آنکِتیل دوپرون هم نسخه‌ای از فرهنگ پهلویگ را در سال ۱۷۷۱ معرفی کرد. پس از آن جاماسب جی آسانا (Jamasp-Asana) همراه مارتین هاوگ هم واژه‌هایی را معرفی نمودند. یونکر نیز در سال ۱۹۱۲ براساس ضبط‌های برهان قاطع این فرهنگ را با دقت بسیار بررسی و چاپ کرد. اِریش اِبِلینگ به زبان آلمانی هم بر اساس پژوهش‌های آشورشناختی و با بهره‌گیری از واژه‌های اکدی و سومری، این فرهنگ را به چاپ رساند. سرانجام کامل‌ترین پژوهش دربارهٔ هزوارش را محمدجواد مشکور در سال ۱۳۴۶ با عنوان «فرهنگ هزوارش‌های پهلوی» به چاپ رسانیده‌است. اخیراً هم فریدون جنیدی فرهنگ هزوارش‌های جدید را منتشر کرده‌است.